# Arthur Engoron
Arthur F. Engoron (ɛŋˈɡɔːrɑːn); (* 1948 oder 1949 in Queens New York City) ist ein US-amerikanischer Richter, der seit 2013 dem Manhattan Supreme Court angehört. Er ist bekannt für den Vorsitz in der New Yorker Ziviluntersuchung gegen die Trump Organization.

## Leben
Arthur Engoron wurde in Queens, New York City, geboren, später zog er mit seiner Familie nach East Williston auf Long Island im Nassau County. Dort betätigte er sich im Laufsport und schrieb für die Schülerzeitung der Wheatley School in Old Westbury, 1967 machte er seinen Abschluss. Während seines Grundstudiums fuhr er ein Jahr lang Yellow Cabs. 1972 machte er seinen Bachelor-Abschluss an der Columbia University. Im Anschluss verbrachte er 4 Jahre als Schlagzeuger, bevor er sich an der New York University School of Law (NYU Law) einschrieb und dort 1979 seinen Juris Doctor erwarb.

## Karriere
Engoron begann seine juristische Laufbahn bei Olwine, Connelly, Chase, O'Donnell & Weyher, einer inzwischen aufgelösten Kanzlei in New York City. Anschließend arbeitete er von 1981 bis 1983 für das New Yorker Büro von Pryor Cashman und verließ die Kanzlei, um eine musikalische Karriere zu verfolgen. Engoron unterrichtete auch Klavier und Schlagzeug und spielte Keyboard in einer, wie er sagt, "mäßig erfolgreichen" Bar-Band. Im Jahr 1991 wurde er Rechtsreferendar von Martin Schoenfeld, einem Verwaltungsrichter (engl. Administrative Law Judge (ALJ)) der Sozialversicherungsbehörde (engl. United States Social Security Administration (SSA)). Im Jahr 2002 wurde Engoron zum Richter am New York City Civil Court gewählt. 2013 wurde er zum stellvertretenden Richter am Obersten Gerichtshof von Manhattan ernannt. Im Jahr 2015 kandidierte er ohne Gegenkandidaten für eine feste Position an diesem Gericht.
Der 11. Januar 2024 war der letzte Tag des Prozesses New York gegen Trump – Richter Engoron hatte den Vorsitz. Bevor die Anhörung an diesem Tag begann, gab die Polizei von Nassau County (Long Island) bekannt, dass sie um 5:30 Uhr auf einen Sicherheitsvorfall in Engorons Wohnsitz reagierte. Der Guardian berichtete, dass Richter Engoron und seine Mitarbeiter während des gesamten Verfahrens häufig Zielscheibe heftiger Kritik von Donald Trump waren und dass das Büro des Richters mit Morddrohungen bombardiert wurde.
Am 16. Februar 2024 verhängte Engoron gegen Trump eine Geldstrafe in Höhe von mehr als 350 Millionen Dollar wegen zivilrechtlichen Betrugs. Zudem darf Trump drei Jahre lang keine Firma im Bundesstaat New York führen. Engoron verzichtete jedoch darauf, die Auflösung von Trumps Unternehmen anzuordnen.

## Privates
In einem Gerichtsurteil enthüllte Engoron einmal, dass er an "großen, manchmal ungestümen Protesten gegen den Vietnamkrieg" teilgenommen hatte. Engoron ist ein Verfechter der freien Meinungsäußerung, Liebhaber von Film und Fernsehen und auch ein Fan von Anspielungen auf die Popkultur, die er häufig in seinen Urteilen verwendet. Er hat ein Drehbuch für ein historisches Liebesdrama über Holocaust-Überlebende verfasst und vorgeschlagen. Politisch gehört Engoron der Demokratischen Partei an.

## Familie
Arthur Engoron war dreimal verheiratet und hat vier Kinder.

## Publikation
- Manual for small claims arbitrators : a comprehensive guide to litigating in the Small Claims Part of the Civil Court of the City of New York, 1998, Verlag: Association of Arbitrators, Small Claims Part, Civil Court of the City of New York OCLC 235979405